# Phareicranainae
Sous-famille
Les Phareicranainae sont une sous-famille d'opilions laniatores de la famille des Cranaidae.

## Distribution
Les espèces de cette sous-famille se rencontrent en Amérique du Sud et en Amérique centrale.

## Liste des genres
Selon World Catalogue of Opiliones (12/08/2021) :
- Aguaytiella Goodnight & Goodnight, 1943
- Allocranaus Roewer, 1915
- Homocranaus Roewer, 1915
- Iquitosa Roewer, 1943
- Phalangodus Gervais, 1842
- Phareicranaus Roewer, 1913
- Timotesa Roewer, 1943

## Publication originale
- Villarreal & Kury, 2021 : « Restructuring the taxonomic hierarchy within and around Cranaidae Roewer, 1913 (Opiliones: Gonyleptoidea). ».